# Merry Christmas (álbum)
Merry Christmas  es el cuarto álbum de estudio de la cantante estadounidense Mariah Carey, el cual salió a la venta en Estados Unidos el 1 de noviembre de 1994 por Columbia Records. Es un álbum navideño que contiene canciones tradicionales y material original. Salió a la venta en el pico de la carrera de Carey, entre los álbumes Music Box (1993) y Daydream (1995), sus dos álbumes más vendidos hasta ahora.
Según Nielsen SoundScan, hasta marzo de 2013, Merry Christmas vendió 5 298 000 copias en los Estados Unidos, donde se convirtió en el cuarto álbum más vendido de Carey, después de Daydream (1995), Music Box (1993) y The Emancipation of Mimi (2005), respectivamente.

## Recepción
Merry Christmas debutó en el número treinta en la lista estadounidense Billboard 200 con 45.000 copias vendidas en su primera semana y llegó al número tres en su quinta semana, con 208.000 copias vendidas, pero su sexta semana (cuando estaba en el puesto número seis), fue su semana más exitosa en ventas, con 500.000 copias vendidas.
Se mantuvo en los primeros veinte por ocho semanas, y en el Billboard 200, solo por trece; pero volvió a entrar a la lista tres veces, como puesto 149 la primera vez, 115 la segunda y 61 la tercera (estuvo un total de 25 semanas en el Billboard 200). En el 2005 el álbum ya había vendido más de cinco millones de copias en los Estados Unidos, con un certificado de cinco discos de platino.
Actualmente se ha vendido en el mundo aproximadamente 15 millones de copias, considerándose el álbum navideño más vendido de todos los tiempos.

## Sencillos
Muchos sencillos del álbum fueron sacados a la venta, pero muchos fueron sacados en una base estricta promocional para ayudar en las ventas del álbum. 
El primer sencillo, "All I Want For Christmas Is You", se convirtió en un éxito masivo para la artista, llegando al primer lugar de las listas en varios países como Australia, Austria, Nueva Zelanda, Francia, Alemania, Canadá, Dinamarca, Portugal, Suecia, Suiza y los Estados Unidos. Llegó al número 2 en el Reino Unido, Italia y Japón, y fue top 10 en otros países. A pesar de ello, este sencillo es uno de los más vendidos de todos los tiempos, posicionándose como el décimo sencillo más vendido en el mundo.
El segundo sencillo, "Miss You Most (At Christmas Time)" (del cual el video fue dirigido por Diane Martel), fue menos popular en la radio estadounidense, como también lo fue su tercer sencillo "Joy to the World". 
El cuarto sencillo, "Jesus Born on This Day", fue únicamente promocionado en los outlets de radios cristianas en Estados Unidos, y el video no fue comisionado por eso, aunque se le dio un lanzamiento limitado en Suecia y en otras tiendas. 
"Oh Holy Night" salió a la venta en 1996 como un sencillo promocional para el álbum, y fue relanzado en el 2000, con un video acompañándolo. Sorpresivamente, en octubre de 2019, el sencillo fue certificado por la RIAA consiguiendo dicho sencillo un disco de oro al haber vendido aproximadamente 500,000 copias en los Estados Unidos.
"All I Want For Christmas Is You" hizo historia en Estados Unidos durante el mes de diciembre de 2019, al posicionarse en la posición número 1 del Billboard HOT 100, 25 años de ser estrenada, lo que convirtió a Mariah Carey en la artista femenina con más éxitos número 1 (19) en el popular Chart, únicamente superada por The Beetles, quienes acumulan 20 en total.

## Relanzamiento
El primer sello discográfico de Carey, Sony/Columbia relanzó Merry Christmas el 25 de octubre de 2005. La edición aniversario es un DualDisc CD, que consiste en el álbum original con videos exclusivos y dos nuevas canciones, incluyendo Santa Claus Is Comin' To Town (Anniversary Mix) remixado por Mariah Carey, Jermaine Dupri y Brian Michael Cox, que fue incluido como un CD sencillo junto con el DVD del film de 1970, Santa Claus Is Comin' To Town. Merry Christmas volvió a entrar en la lista estadounidense Billboard Top Comprehensive Albums en el número 136 y llegó al número uno en la lista estadounidense Billboard Top R&B/Hip-Hop Catalog Albums. En múltiples ocasiones, siguiendo su lanzamiento original, el álbum llegó al puesto número uno en la lista Billboard Top Comprehensive Albums y Top Holidays Album Chart.
Para el 1 de noviembre de 2019, Sony lanzará la edición del aniversario #25 del álbum que consiste en un DualDisc: El primer disco que contiene el álbum original, y el segundo que contiene gran parte de las canciones interpretadas en su concierto realizado en el Catedral St. John The Divine en 1994; los sencillos de Merry Christmas II You: "Oh Santa!", "Christmas Is In The Air Again" y "When Christmas Comes" (a dúo con John Legend); los sencillos "The Star" y "Lil' Snowman"; una nueva rendición de Sugar Plum Fairy y varios remixes incluidos. Para la edición japonesa del mismo, se incluirá la presentación de "All I Want For Christmas is You" en Tokio durante el Daydream World Tour.

## Lista de canciones

### Versión estándar
| #                                     | Título | Duración |
| ------------------------------------- | --- | -------- |
| 1                                     | "Silent Night" Compositores: Joseph Mohr, Franz Gruber                                                            | 3:41     |
| 2                                     | "All I Want For Christmas Is You" Compositores: Mariah Carey, Walter Afanasieff                                   | 4:01     |
| 3                                     | "O Holy Night" Compositor (es): Adolphe Adam                                                                      | 4:27     |
| 4                                     | "Christmas (Baby Please Come Home)" Compositor(es): Jeff Barry, Ellie Greenwich, Phil Spector                     | 2:35     |
| 5                                     | "Miss You Most (At Christmas Time)" Compositor(es): Carey, Afanasieff                                             | 4:32     |
| 6                                     | "Joy to the World" Compositor(es): Georg Friedrich Händel, Lowell Manson, Isaac Watts, Hoyt Axton                 | 4:20     |
| 7                                     | "Jesus Born On This Day" Compositor(es): Carey, Afanasieff                                                        | 3:43     |
| 8                                     | "Santa Claus Is Comin' to Town" Compositor(es): J. Fred Coots, Haven Gillespie, arreglado por Afanasieff          | 3:24     |
| 9                                     | "Hark! The Herald Angels Sing /Gloria (In Excelsis Deo)" Compositor(es): Charles Wesley, Mendelssohn, Tradicional | 3:01     |
| 10                                    | "Jesus Oh What a Wonderful Child"                                                                                 | 4:26     |
| Todo el mundo, excepto Estados Unidos | |          |
| 11                                    | "God Rest Ye Merry Gentlemen"                                                                                     | 1:18     |

| #  | Título                                                    | Duración |
| -- | --------------------------------------------------------- | -------- |
| 1  | "Silent Night"                                            | 3:41     |
| 2  | "All I Want For Christmas Is You"                         | 4:01     |
| 3  | "O Holy Night"                                            | 4:27     |
| 4  | "Christmas (Baby Please Come Home)"                       | 2:35     |
| 5  | "Miss You Most (At Christmas Time)"                       | 4:32     |
| 6  | "Joy To The World"                                        | 4:20     |
| 7  | "Jesus Born On This Day"                                  | 3:43     |
| 8  | "Santa Claus Is Comin' To Town"                           | 3:24     |
| 9  | "Hark! The Herald Angels Sing / Gloria (In Excelsis Deo)" | 3:01     |
| 10 | "Jesus Oh What A Wonderful Child"                         | 4:26     |
| 11 | "God Rest Ye Merry Gentlemen"                             | 1:18     |
| 12 | "Santa Claus Is Comin' To Town (Anniversary Mix)"         |          |

Cara 2 - DVD
| N.º | Título                                                                |
| --- | --------------------------------------------------------------------- |
| 1   | Santa Claus Is Comin' To Town (Anniversary Mix) (vídeo)               |
| 2   | All I Want For Christmas Is You (vídeo)                               |
| 3   | Miss You Most (At Christmas Time) (vídeo)                             |
| 4   | All I Want For Christmas Is You (So So Def Remix) (vídeo)             |
| 5   | Joy To The World (Celebration Mix) (vídeo)                            |
| 6   | O Holy Night (2000) (vídeo)                                           |
| 7   | All I Want For Christmas Is You (versión del vídeo en blanco y negro) |
| 8   | Joy To The World (Directo en St. John - The Divine)                   |